# Pakala
Pakala (Namensvariante: Kerr Biram) ist eine Ortschaft im westafrikanischen Staat Gambia.
Nach einer Berechnung für das Jahr 2013 leben dort etwa 587 Einwohner, das Ergebnis der letzten veröffentlichten Volkszählung von 1993 betrug 409.

## Geographie
Pakala in der Central River Region im Distrikt Niamina East liegt am linken Ufer des Gambia-Flusses. Der Ort liegt ein Kilometer südlich der South Bank Road zwischen Jarreng und Sotokoi.